# Fantômes (film, 2001)
Pour les articles homonymes, voir Fantôme (homonymie).
Pour plus de détails, voir Fiche technique et Distribution.
Fantômes est un film français de Jean-Paul Civeyrac sorti en 2001.

## Synopsis
Dans le Paris d'un futur plus ou moins lointain, des personnes disparaissent de manière inattendue ...

## Fiche technique
- Titre : Fantômes
- Réalisation et scénario : Jean-Paul Civeyrac
- Photographie : Céline Bozon
- Montage : Béatrice Maleville
- Production : Les Films Pelléas
- Pays :  France
- Format : couleur - 1,85:1 - 35 mm - Son Dolby SR
- Genre : drame
- Durée : 95 minutes
- Dates de sortie : 
  - novembre 2001 (Festival du film de Belfort - Entrevues)
  - 13 mars 2002 (exploitation France)

## Distribution
- Dina Ferreira : Mouche
- Guillaume Verdier : Antoine
- Émilie Lelouch : Le premier amour
- Olivier Boreel : Bruno
- Armelle Legrand : Viviane
- Émilie Lafarge : Bénédicte
- Vanessa Le Reste : Clémence

## Distinctions
- Fantômes a obtenu le Grand Prix du Festival de Belfort en 2001 et il a été présenté dans section Forum du festival de Berlin en 2002.